# Valle de Kalalau
El valle de Kalalau (en inglés: Kalalau Valley) se encuentra en el lado noroeste de la isla de Kauai en el estado de Hawái en Estados Unidos. El valle está situado en el parque estatal de la costa del Na Pali y posee la hermosa playa de Kalalau. La costa de Na Pali es muy difícil y es inaccesible para los automóviles. Las únicas vías legales para acceder al valle son en kayak o recorriendo el sendero de Kalalau.
El valle es famoso por su belleza natural; que está rodeado de frondosos acantilados de más de 2.000 pies (610 m) de altura. El fondo del valle es amplio y relativamente plano, con una región accesible sobre 2 millas (3,2 km) de largo y 0,5 millas (0,80 kilómetros) de ancho. El abundante sol y la lluvia proporciona un ambiente ideal para la flora y la fauna. Muchos hawaianos nativos vivían en el valle en el siglo XX, viviendo de la agricultura en un vasto complejo de campos en terrazas. Hoy en día, su designación como un parque estatal prohíbe a cualquier persona residir allí.